# Zapora Salanfe

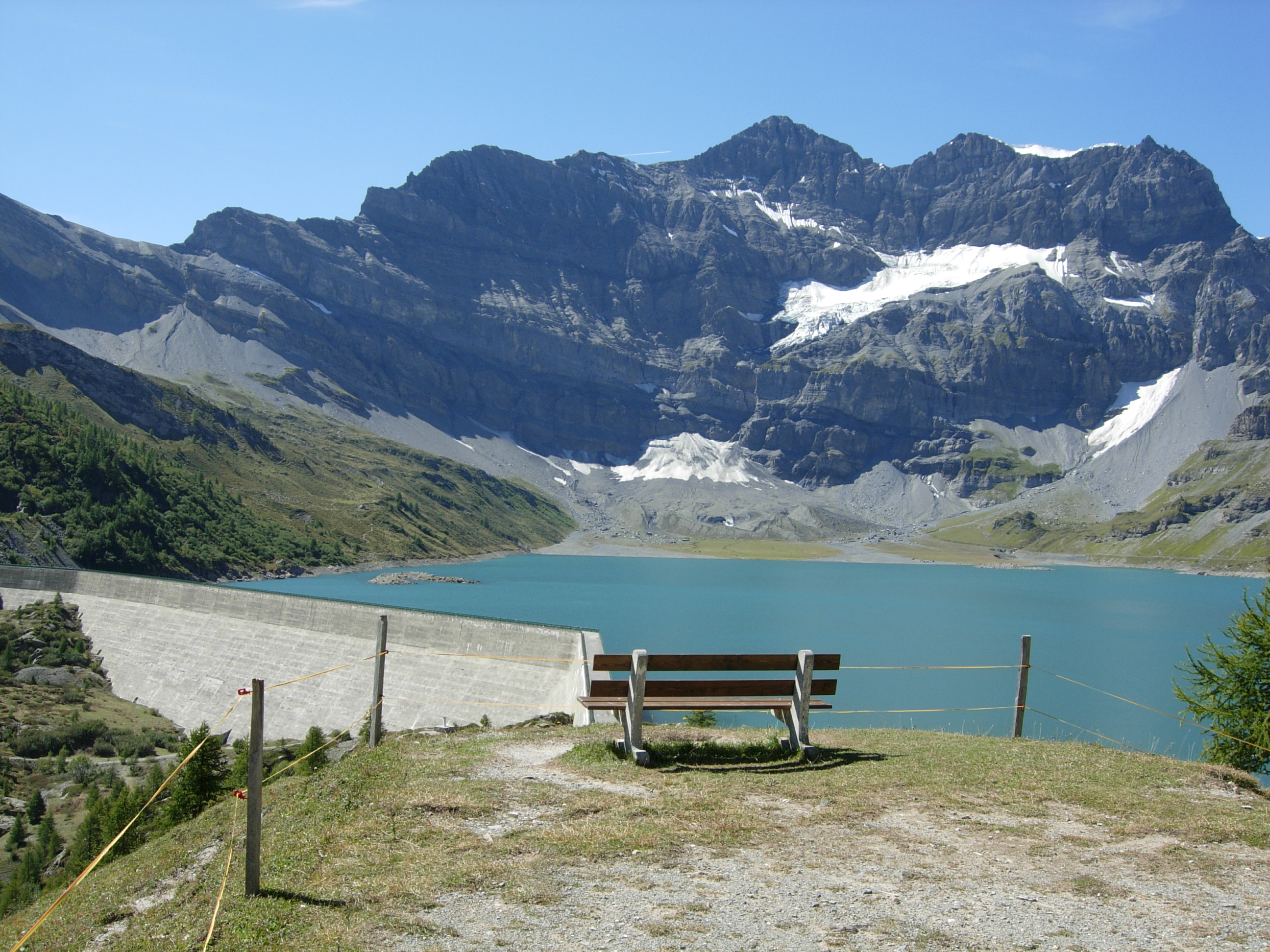
Zapora Salanfe, w tle Tour Salière

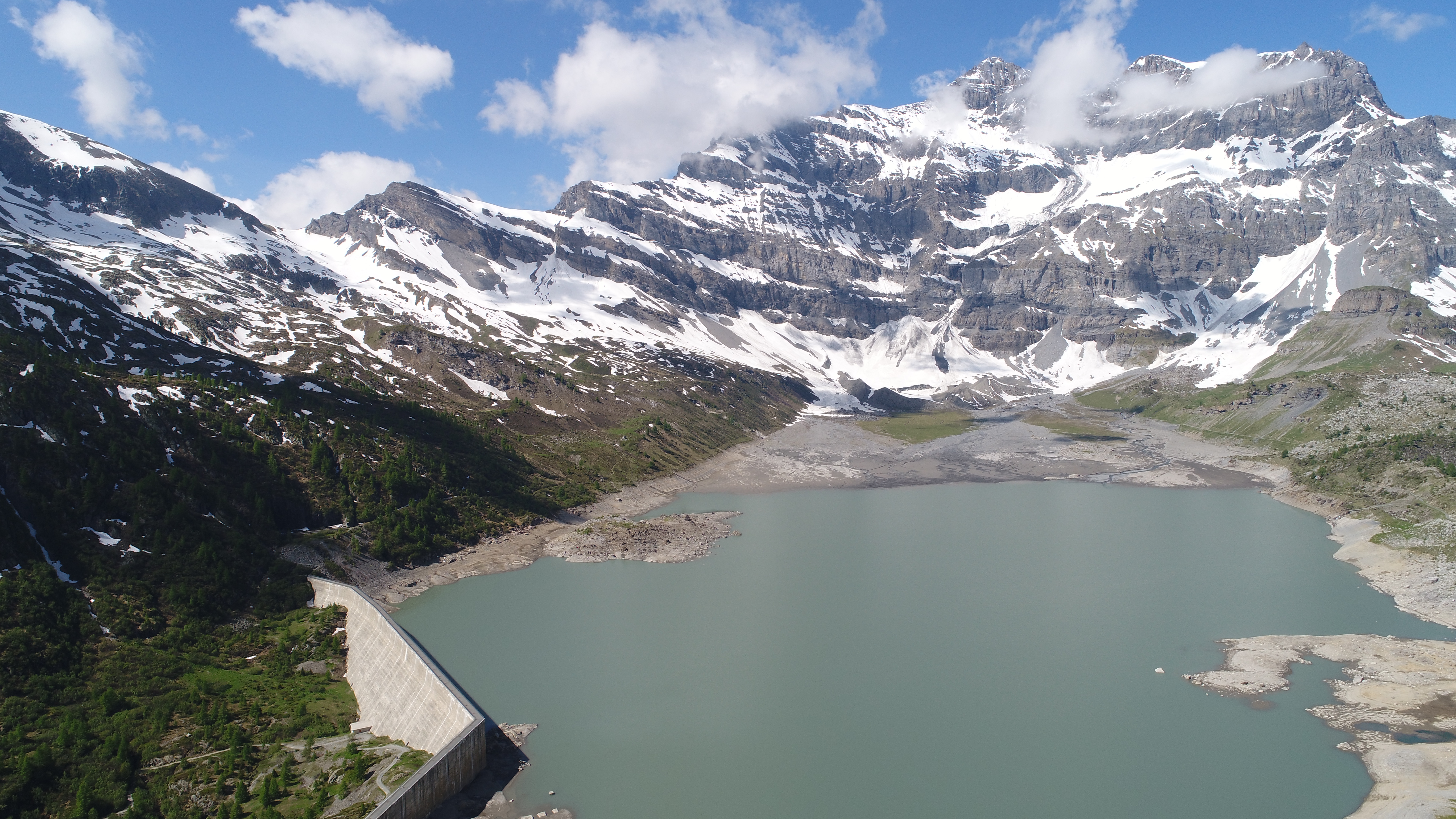
Zapora i zbiornik Salanfe z lotu ptaka

Zapora Salanfe (fr. Barrage de Salanfe) – zapora wodna w szwajcarskich Alpach, w kantonie Valais. Na skutek jej budowy powstał sztuczny zbiornik wodny Lac de Salanfe. Obiekt zbudowano w celu produkcji energii elektrycznej w elektrowni wodnej Miéville, usytuowanej znacznie poniżej zapory, w  Vernayaz, już w dolinie Rodanu.

## Położenie
Zapora znajduje się w gminie Evionnaz w dytrykcie Saint-Maurice, w odległości ok. 10 km (w linii prostej) na północny zachód od miasta Martigny. Wraz z utworzonym zbiornikiem leży w grupie górskiej zwanej Massif du Giffre, należącej do Prealp Sabaudzkich. Usytuowano ją na potoku Salanfe, u wylotu rozległego kotła polodowcowego, który od północnego zachodu ograniczony jest przez długi mur Dents du Midi (3 258 m n.p.m.), zaś od południowego zachodu przez masyw Tour Salière (3220 m n.p.m.).

## Historia
Zaporę rozpoczęto budować w 1947 r. Budowę ukończono w roku 1953.

## Charakterystyka
Zapora wodna betonowa typu ciężkiego. Mur zapory, dwukrotnie załamany, ma długość w koronie 616 m, maksymalną wysokość 52 m i objętość betonu 230 000 m³. Korona zapory znajduje się na wysokości 1925 m n.p.m.

## Elektrownia
Elektrownia Miéville w Vernayaz (gmina Evionnaz) znajduje się na wysokości 452 m n.p.m. Wyposażona jest w dwie turbiny Peltona o mocy 70 MW. Produkuje rocznie ok. 110 GWh energii. Rurociąg między zaporą a elektrownią, położoną 1472 metry poniżej, ma spadek o prawie 95%. Standardowy przepływ wynosi w nim 5700 l/s.

## Turystyka
Korona zapory jest swobodnie dostępna dla turystów. Najłatwiejsze dojście z campingu Van d'en Haut (1390 m n.p.m.) w dolinie potoku Salanfe, poniżej zapory. Latem przy północnym krańcu muru zapory działa bufet pod nazwą Auberge de Salanfe.